# Kalina Boyadzhieva
Kalina Boyadzhieva –en búlgaro, Калина Бояджиева– (14 de junio de 2006) es una deportista búlgara que compite en taekwondo. En los Juegos Europeos de Cracovia 2023 consiguió una medalla de bronce en la categoría de +73 kg.

## Palmarés internacional
| Juegos Europeos | Juegos Europeos         | Juegos Europeos   | Juegos Europeos |
| Año             | Lugar                   | Medalla           | Categoría       |
| --------------- | ----------------------- | ----------------- | --------------- |
| 2023            | Krynica-Zdrój (Polonia) | Medalla de bronce | +73 kg          |